# Jan Kraus (fotbalista)
Jan Kraus (* 28. srpna 1979) je český fotbalista, útočník.

## Fotbalová kariéra
Začínal v Trutnově, ve třinácti letech přestoupil do Hradce Králové, kde hrál ligu. Po sestupu hostoval v Plzni a v Mostě. Do ligového Hradce se vrátil, od ledna 2003 byl na ročním hostování v korejském Tegu, z něhož se vrátil do Hradce. V létě 2005 odešel na hostování do Zlína. Technický hráč s kombinačními schopnostmi, umí obejít protihráče, dobře se orientuje v pokutovém území, dokáže se dostat do šancí. Postrádá víc důrazu a má špatnou defenzívu. V lize odehrál 156 utkání a dal 23 gólů.Na jaře roku 2009 ukončuje svoji profesionální kariéru a přesouvá se do divizního klubu SK Viktorie Jirny.Po roce a půl odchází do SK Převýšov,kde týmu pomohl k postupu do divize.Po dvou letech se přesouvá do nedalekého FK Chlumec nad Cidlinou,kde se stává i hlavním trenérem.Díky němu se Chlumec dostal po sedmnácti letech do Krajského přeboru.V sezoně 2014/15 odchází na hostování do Sokolu Myštěves.Už jako asistent trenéra se přesouvá na jaře 2016 na hostování do hradecké Olympie,kam nakonec v roce 2017 přestupuje.Vydrží však jen půl roku.Pak se jako hrající trenér přesouvá do Myštěvce.

## Ligová bilance
| Ročník                 | Zápasy | Góly | Klub              |
| ---------------------- | ------ | ---- | ----------------- |
| Gambrinus liga 1997/98 | 5      | 0    | SK Hradec Králové |
| Gambrinus liga 1999/00 | 27     | 3    | SK Hradec Králové |
| Gambrinus liga 2000/01 | 17     | 4    | FC Viktoria Plzeň |
| Gambrinus liga 2001/02 | 14     | 1    | SK Hradec Králové |
| Gambrinus liga 2002/03 | 14     | 3    | SK Hradec Králové |
| K League Classic 2003  | 28     | 5    | Daegu FC          |
| Gambrinus liga 2005/06 | 28     | 6    | FC Tescoma Zlín   |
| Gambrinus liga 2006/07 | 26     | 4    | FC Tescoma Zlín   |
| Gambrinus liga 2007/08 | -      | -    | FC Tescoma Zlín   |
| Gambrinus liga 2008/09 | -      | -    | FC Tescoma Zlín   |
| CELKEM                 | 156    | 23   |                   |

## Trenérská kariéra
Jan Kraus v sezoně 2012/2013 se dal na roli hrajícího trenéra. Na podzim si o jeho služby řekl FK Chlumec nad Cidlinou, který hrál I.A třídu v Královéhradeckém kraji. Kraus do mužstva přinesl pohodu a radost hrát fotbal. Kraus nastupoval vždy na posledních dvacet minut. I díky němu mohl Chlumec slavit po sedmnácti letech návrat do krajského přeboru. V průběhu jara 2013 začal trénovat i třetiligový SK Převýšov, kde převzal štafetu po dalším bývalém hráči Hradce Králové Bohuslavu Pilném. Hned se začaly ozývat hlasy, že na to nebude stačit, aby trénoval dva mančafty, ale on to zvládl. Od začátku podzimu 2013 už trénoval jen SK Převýšov. Na lavičce zůstal až do podzimu 2014 kdy byl odvolán,načež se vrátil do Chlumce nad Cidlinou který v téže sezóně zachránil v Krajském přeboru. Po skvělém podzimu 2015 na lavičce FK Chlumec přijal nabídku dělat asistenta trenéra v ambiciozní Olympii Hradec Králové. Jako asistent s Olympií slavil dva postupy do ČFL a následně do FNL. Během podzimu 2016 se Kraus stává hlavním trenérem celku TJ Sokol Myštěves,hrající okresní přebor. Krausovo působení v Olympii končí po podzimu 2017 kdy klub už hraje své domácí zápasy v Praze. Následně se pak Kraus vrací jako hlavní trenér do celku SK Převýšov, který před začátkem sezóny 2019/20 přesun své mužstvo do nedalekého Chlumce nad Cidlinou. Hned v první sezóně v Chlumci zažil s týmem velkou jízdu MOL Cupem, kdy mužstvo postupně vyřadilo Příbram a Bohemians, aby nakonec po prodloužení vypadly s Viktorií Plzeň. V nedokončené sezóně pak celek skončil v B.skupině ČFL na skvělém 4. místě. O rok později v opět nedohrané sezóně skončil Chlumec pod jeho vedením na 2. místě.